# Потсдамский городской дворец

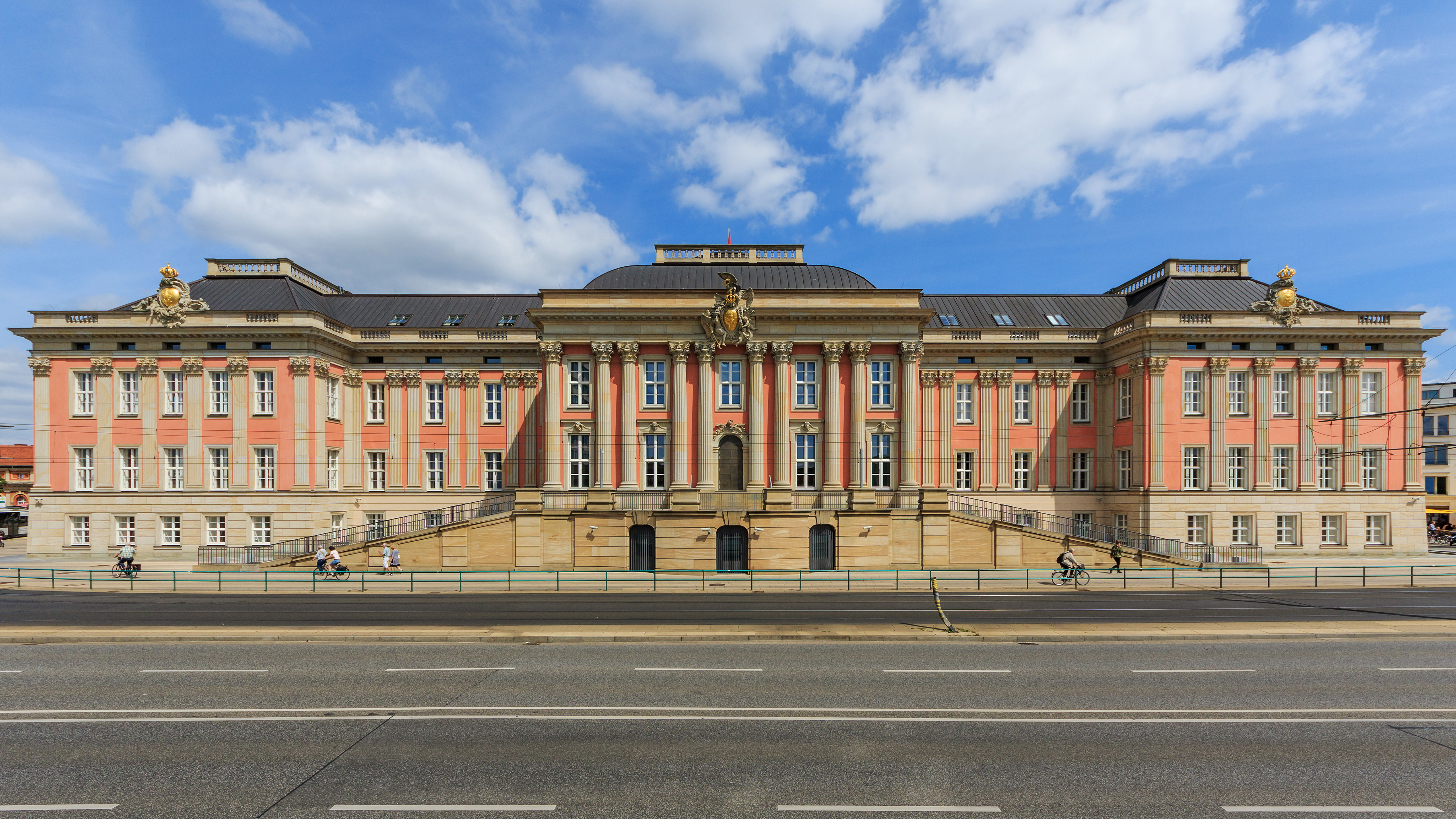
Городской дворец после восстановления

Потсдамский городской дворец (нем. Potsdamer Stadtschloss) — зимняя резиденция курфюрстов и королей Бранденбурга-Пруссии (а позднее и германских императоров) в центре Потсдама. Сооружённый в 1662—1669 годах, дворец был основательно перестроен в 1744—1752 гг. в соответствии с барочными вкусами Фридриха Великого (архитектор — Георг Венцеслаус фон Кнобельсдорф).
Дворец был разрушен при бомбардировке города союзниками 14 апреля 1945 года и снесён по приказу властей ГДР в 1959 году (уцелело только здание конюшен). В 1991 году на месте дворца начали строить кинотеатр, но работы были свёрнуты. В 2002 году были отстроены Ворота Фортуны. Полномасштабная реконструкция Потсдамского дворца была выполнена в 2010-2014 годах. В настоящее время в восстановленном Потсдамском дворце заседает ландтаг Бранденбурга.